# FLSmidth MAAG Gear
Die FLSmidth MAAG Gear AG ist ein Unternehmen im Bereich von Schwerlastgetrieben für die Zement- und Mineralindustrie. Sie gehört zum dänischen börsenkotierten Konzern FLSmidth. 
Am Hauptsitz in Winterthur in der Schweiz beschäftigt die FLSmidth MAAG Gear etwa 100 Mitarbeiter in den Fachbereichen Entwicklung, Konstruktion, Finanzen und Marketing. Die Produktion befindet sich in Werken in Mailand/Italien und Elbląg/Polen, wo 200 Mitarbeiter die Getriebe anfertigen.

## Geschichte
Am 1. April 1913 ist der Pionier Max Maag mit seiner Firma in der Hardstrasse 219 in Zürich eingezogen. Damit gilt 1913 als das Gründungsjahr der Maag Zahnräder AG. Schon 1910 begann er mit seinen Verzahnungsstudien, aus denen seine eigene Zahnform entstand – die Maag-Verzahnung. Diese Zahnform greift genauer, ist resistenter weil die Zähne geringerer Belastung und geringerem Abrieb ausgesetzt sind und ist damit wirtschaftlicher. Sie wird bis heute verwendet. Die Maag-Verzahnung war das Fundament von Maag‘s Zahnradfabrik, welche gehärtete und geschliffene Zahnräder nach eigenen Zeichnungen herstellte. Ausserdem entwickelte die Fabrik Zahnradhobel- und -schleifmaschinen. Die Kunden kamen aus den verschiedensten Industrien wie – der Aviatik, Auto-, Metall- oder Schiffsindustrie, z. B. Escher Wyss (heute Sulzer / MAN), Gebrüder Sulzer, Schindler oder Luftschiffbau Zeppelin (heute ZF Friedrichshafen).
Um 1930 gründete Maag-Zahnräder die ersten Auslandfirmen in Italien und in Frankreich. Während der nächsten 50 Jahre entwickelte die Firma eine Reihe der Zahnradmess-, -hobel- und -schleifmaschinen. Nach dem Zweiten Weltkrieg expandierte Maag-Zahnräder in die Zement- und Marineindustrie mit Pumpen-, Schwerlast- und Turbogetrieben.
In den 1980er Jahren definierte die Geschäftsleitung eine neue Strategie. Mit der Übernahme von Firmen der Umformtechnik investierte sie in einen neuen Markt. Das damals verlustbringende Werkzeugmaschinengeschäft wurde stillgelegt und die verbleibenden Bereiche Getriebe und Pumpen in eigenständige Firmen – MAAG Gear und Maag Pump Systems – überführt. Diese Strategie ging nicht auf und MAAG Gear wurde 1997 an FLSmidth verkauft. Um die Produktionskapazitäten zu erweitern und verstärken kaufte MAAG die Getriebeproduktion von ABB in Polen im Jahr 2000. Und um das Produktangebot zu vergrössern übernahm MAAG 2011 die italienische Firma Darimec.
Seither entwickelt, produziert und wartet FLSmidth MAAG Gear Zahnräder, Getriebe und Antriebssysteme für die Zement- und Mineralindustrie.
1913 verlegte Max Maag seine kleine Werkstatt von Horgen an die Hardstrasse 219 in Zürich. 1916 begannen die Gebrüder Sulzer mit der Herstellung von Zahnradhobelmaschinen in Oberwinterthur. 90 Jahre später verlegte die MAAG Gear ihrerseits die Büros und Produktionsanlagen von der Hardstrasse 219 auf das Sulzer-Areal in Oberwinterthur. Der Umzug war wegen der Umnutzung des Maag-Areals nötig geworden.

## Meilensteine und Pionierleistungen
- 1910: Die Maag-Verzahnung. Diese Zahnform greift genauer, ist resistenter und dadurch wirtschaftlicher. Sie wird bis heute verwendet.
- 1913: Eine mit Tastdiamanten regulierte Zahnradschleifmaschine für die Automobilindustrie, dank welcher die Getriebe der Automotoren regelmässiger und schneller liefen. Diese Zahnradschleifmaschine bewährte sich über 70 Jahre.
- 1939: Die PH-60 war die erfolgreichste je von Maag-Zahnräder gebaute Zahnradmessmaschine. Bis zur Produktionseinstellung 1981 lieferte die Firma weltweit 1260 Einheiten an Kunden. Einige sind bis heute im Einsatz.
- 1949: Die HSS-360 Zahnradschleifmaschine konnte Zahnräder bis zu einem Durchmesser von 3600 mm und einem Gewicht bis 25 Tonnen bearbeiten. Damit war sie die damals grösste Zahnradschleifmaschine der Welt.
- 1966: Eine Pionierleistung war die Konstruktion des ersten zweistufigen Hochleistungsplanetengetriebes – genannt CPU – für den Antrieb von Horizontalmühlen in der Zementindustrie. Planetengetriebe laufen zuverlässiger als die alternativen Parallelwellengetriebe. Die beiden ersten gelieferten CPU sind nach 265 000 Betriebsstunden im Einsatz im Werk von Ciments d'Obourg/Frankreich (Holcim)
- 1983: Maag-Zahnräder lieferte den ersten WPU – ein zweistufiges Planetengetriebe – für eine Vertikalmühle. Der grösste WPU wiegt 190 Tonnen und leistet 5346 kW.
- 2007: MAAG Gear stellte ihr dreistufiges Planetengetriebe WPV mit Drehmomentverzweigung vor. Die Drehmomentverzweigung ermöglicht, dass ca. 25 % der Leistung direkt über die Planetenachsen der zweiten Stufe in den Abtriebsflansch geleitet wird. Das Konzept des dreistufigen Getriebes war die Antwort auf die immer grösser werdenden Mühlen. Der grösste MAAG WPV wiegt 220 Tonnen und ist für eine Leistung von fast 8 Megawatt konstruiert.
- 2011 lancierte FLSmidth MAAG Gear ein neues Antriebskonzept für Vertikalmühlen: Der MAAG CEM Drive (Central Electrical Motor) vereint die Vorteile der bewährten MAAG Getriebetechnologie mit einem neu entwickelten Motor in einem Gehäuse.